# النقل في أوروبا
يلبي النقل في أوروبا (بالإنجليزية: Transport in Europe) احتياجات التنقل لأكثر من 700 مليون شخص، والشحن المرتبط بهذا النقل.

## ملخص
تقسيم الجغرافيا السياسية لأوروبا يفرق القارة إلى أكثر من 50 دولة وإقليمًا سياديًا. هذا التجزؤ، جنبًا إلى جنب مع زيادة حركة الأشخاص منذ الثورة الصناعية، أدى إلى مستوى عالٍ من التعاون بين الدول الأوروبية في تطوير وصيانة شبكات النقل. وقد أدت المنظمات فوق الحكومية والحكومية الدولية مثل الاتحاد الأوروبي ومجلس أوروبا ومنظمة الأمن والتعاون في أوروبا إلى تطوير المعايير والاتفاقيات الدولية التي تسمح للأشخاص والبضائع بعبور حدود أوروبا، بشكل كبير بمستويات فريدة من الحرية والسهولة.
نقل الشحنات داخل الاتحاد الأوروبي في عام 2016
النقل عبر الطرق والسكك الحديدية والجوية والمائية جميعها متوفرة ومهمة في جميع أنحاء أوروبا. وكانت أوروبا موقع أول سكك حديدية وطرق سريعة في العالم، وهي الآن موقع بعض من أكثر الموانئ والمطارات ازدحامًا في العالم. يتيح منطقة شنغن السفر بحرية بدون تفتيش حدودي بين 26 دولة أوروبية، وللنقل البضائع مستوى عالٍ من نقل وسيط والمنطقة الاقتصادية الأوروبية تسمح بحرية حركة البضائع عبر 30 دولة. ومن بين جميع أنواع النقل في عام 2016، كانت 51% عن طريق الطرق، و33% عن طريق البحر، و12% عن طريق السكك الحديدية، و4% عن طريق المجاري المائية الداخلية، و0.1% عن طريق الجو.
يقدم تقرير صدر عام 2017 مراجعة لعوامل النجاح الحاسمة لتنفيذ مشاريع البنية التحتية للنقل في أوروبا.

## النقل بالسكك الحديدية

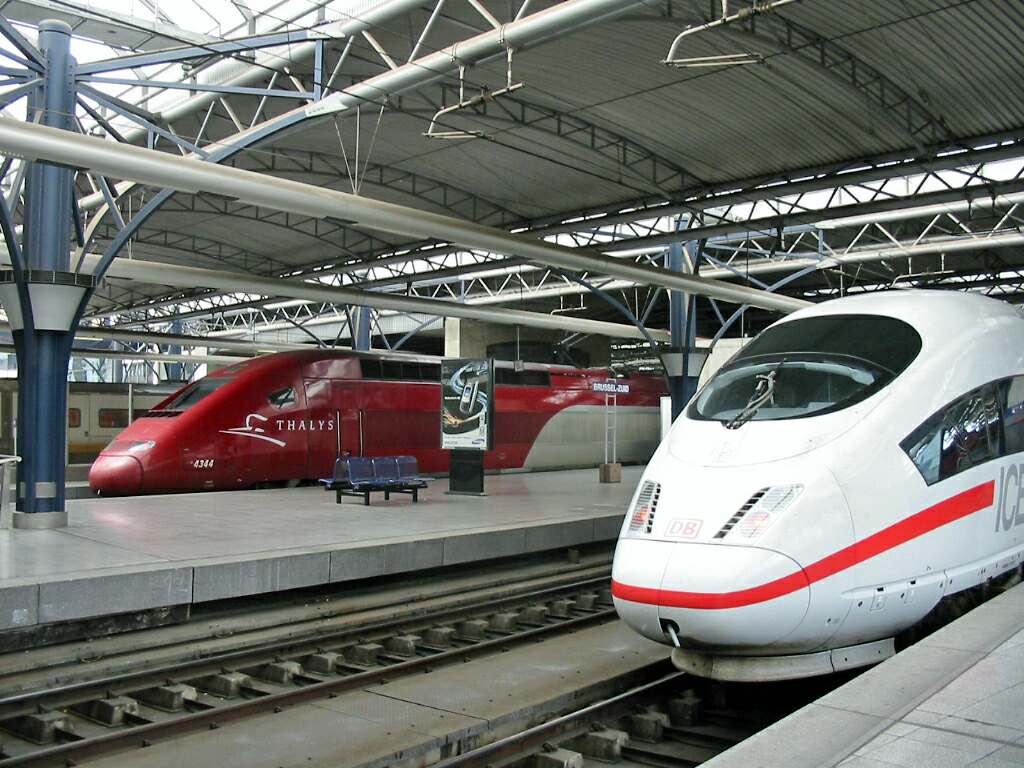
قطار (أي سي إي 3) الألماني وقطار تاليس الفرنسي وقطار يوروستار الفرنسي البريطاني في محطة جنوب بروكسل للسكك الحديدية.

بدأ النقل بالسكك الحديدية المُشغلة بالطاقة في إنجلترا في بداية القرن التاسع عشر مع اختراع القطار السريع. وتمتد الشبكة الحديدية الأوروبية الحديثة عبر القارة بأكملها وتوفر حركة المسافرين والبضائع. وهناك شبكات قطارات كبيرة للنقل السريع للركاب، مثل (تي جي في) في فرنسا و(أل أي إف) في إسبانيا. تربط نفق المانش بين المملكة المتحدة وفرنسا وبالتالي نظام السكة الحديدية الأوروبي بأكمله، وقد وصف بأنه واحد من سبع عجائب العالم الحديث من قبل الجمعية الأمريكية للمهندسين المدنيين.
تستخدم أساليب مختلفة لتشغيل سكة الحديد المكهربة كما أن هناك العديد من السكك غير المُكهربة. وتنتشر السكك الحديدية القياسية في وسط وغرب أوروبا، في حين يهيمن المقياس الروسيفي بعض أجزاء شرق أوروبا، وتستخدم خدمات السكك الحديدية الرئيسية في شبه الجزيرة الإيبيرية وجزيرة أيرلندا مقياس إيبيري ومقياس أيرلندا نادرًا. ونظام إدارة حركة القطارات الأوروبي هو مبادرة من الاتحاد الأوروبي لإنشاء معيار أوروبي لإشارات قطارات السكك الحديدية.
توفر البنية التحتية للسكك الحديدية ونقل البضائع وخدمات الركاب من قبل مزيج من الحكومات المحلية والوطنية والشركات الخاصة. تختلف طرق شراء تذاكر الركاب من بلد إلى آخر ومن خدمة إلى أخرى. توفر يوريل باس، وهي تذكرة للسفر بالقطار في 18 دولة أوروبية، فقط للأشخاص الذين لا يعيشون في أوروبا أو المغرب أو الجزائر أو تونس. تسمح إنتر ريل تذاكربالسفر المتعدد الرحلات في أنحاء أوروبا للأشخاص الذين يعيشون في أوروبا والبلدان المجاورة لها.

### الانتقال السريع

خريطة جغرافية لخدمة النقل السريع في لندن، المعروفة باسم قطار الأنفاق في لندن (مترو أنفاق لندن).

تمتلك العديد من المدن في جميع أنحاء أوروبا نظام نقل سريع، يشار إليه عادة باسم المترو، وهو سكة حديد كهربائية. افتتح أول خط سكك حديدية تحت الأرض في العالم، سكة حديد متروبوليتان، في لندن عام 1863. وهو الآن جزء من نظام النقل السريع في لندن الذي يشار إليه باسم مترو أنفاق لندن، وهو أطول نظام من نوعه في أوروبا. وبعد لندن، توجد أكبر أنظمة المترو الأوروبية من حيث طول المسار في موسكو ومدريد وباريس.

## النقل بالحافلة
في بداية العقد الثاني من القرن الحادي والعشرين، قررت العديد من الدول في أوروبا تحرير السوق المتعلقة بخدمات الحافلات الطويلة المسافة (الحافلات الدولية)، مما كان ملزمًا به بموجب توجيه الاتحاد الأوروبي رقم 1370/2007 (التزامات الخدمة العامة في النقل). وقد أثبتت هذه الخطوة بالفعل أنها تساعد على تحسين الاقتصادات والحياة للأوروبيين.
الحافلة هي أرخص وسيلة نقل وأبطأها في البلدان التي تمتلك خدمة السكك الحديدية عالية السرعة. ومع ذلك، قامت العديد من الشركات بإجراء تعديلات على أسطول الحافلات الخاص بها لجعلها مريحة مثل القطارات. فقد تمت إضافة المراحيض ومنافذ الطاقة إلى الحافلات، وتم تجهيز بعضها بخدمة الواي فاي.

## النقل الجوي

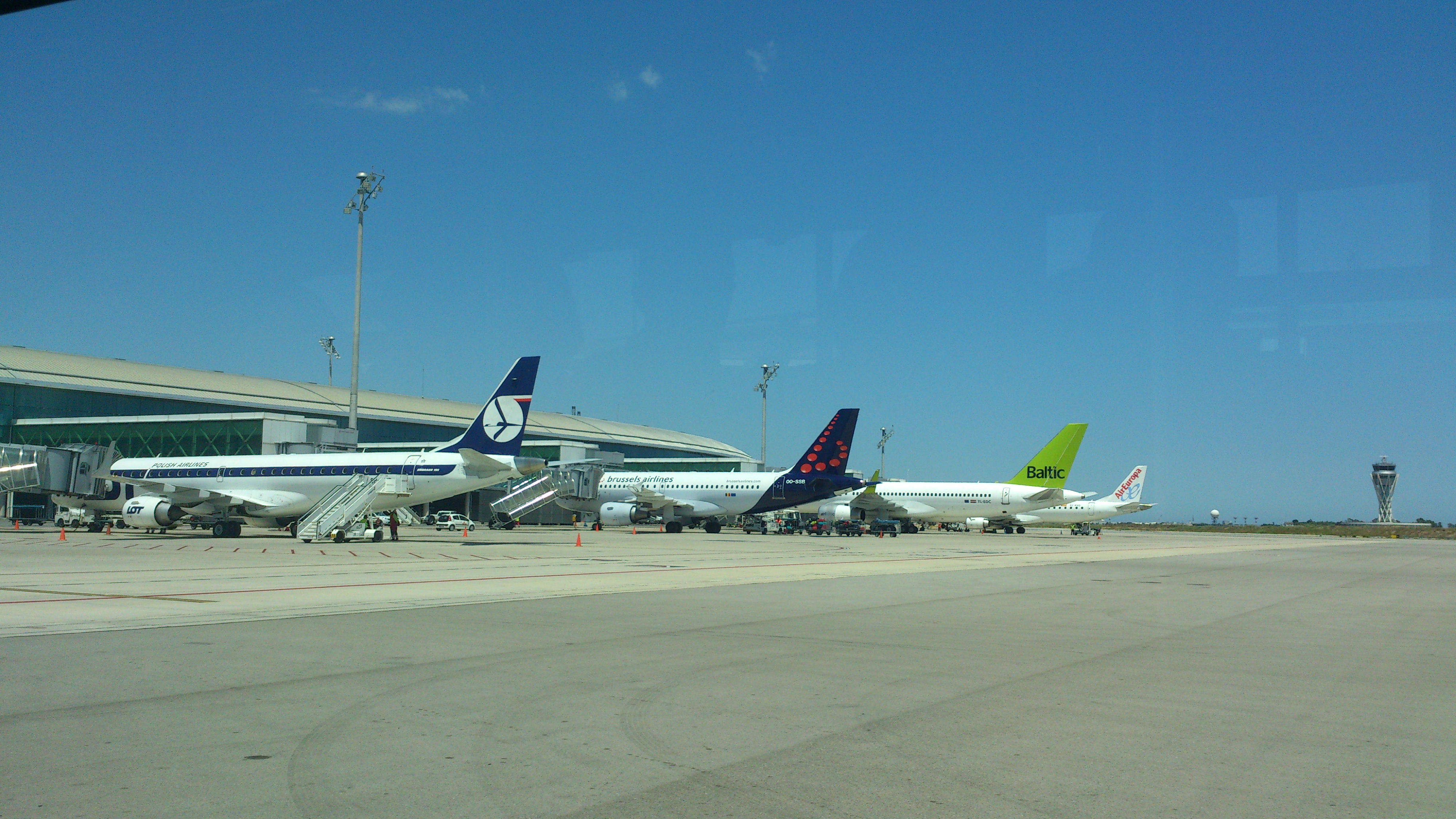
طائرات من خطوط لوت الجوية البولندية وخطوط بروكسل الجوية وطيران البلطيق وطيران أوروبا في مطار برشلونة الدولي.

على الرغم من شبكة الطرق والسكك الحديدية الواسعة، فإن 43٪ من السفر الدولي داخل الاتحاد الأوروبي كان عن طريق الجو في عام 2013. السفر الجوي مهم بشكل خاص للدول المحيطية مثل إسبانيا واليونان ودول الجزر مثل مالطا وقبرص، حيث تكون الغالبية العظمى من المعابر الحدودية عن طريق الجو.
وتجذب صناعة السياحة الكبيرة أيضًا العديد من الزوار إلى أوروبا، حيث يصل معظمهم إلى أحد المطارات الدولية الكبيرة العديدة في أوروبا - تشمل المحاور الرئيسية لندن هيثرو وإسطنبول وباريس شارل ديغول وفرانكفورت ومطار سخيبول أمستردام. كما أن ظهور شركات الطيران منخفضة التكلفة في السنوات الأخيرة أدى إلى زيادة كبيرة في السفر الجوي داخل أوروبا. إذ يعد النقل الجوي الآن أرخص وسيلة للتنقل بين المدن. وأدت هذه الزيادة في السفر الجوي إلى مشاكل اكتظاظ المجال الجوي والمخاوف البيئية. السماء الأوروبية الموحدة هي إحدى المبادرات التي تهدف إلى حل هذه المشاكل.
داخل الاتحاد الأوروبي، تسمح الحريات الكاملة للطيران واتفاقيات الملاحة الساحلية الأكثر شمولاً في العالم لشركات الطيران منخفضة التكلفة بالعمل بحرية عبر الاتحاد الأوروبي. ويحفز السفر الجوي الرخيص من خلال الاتجاه السائد في المطارات الإقليمية التي تفرض رسومًا منخفضة لتسويق نفسها على أنها تخدم مدنًا كبيرة بعيدة جدًا. تشتهر شركة طيران رايان إير بشكل خاص بهذا، لأنها تطير في المقام الأول من المطارات الإقليمية لمسافة تصل إلى 150 كيلومترًا من المدن التي يقال إنها تخدمها. مثال أساسي على ذلك هو رحلة فيزه - سكافستا، حيث تخدم فيزه بشكل أساسي منطقة نايميخن / كليفه، بينما تخدم سكافستا نيشوبينغ / أكسلوسُوند. ومع ذلك، تقوم شركة رين بتسويق هذه الرحلة باسم دوسلدورف - ستوكهولم، وكلاهما على بعد 80-90 كيلومترًا من هذه المطارات، ممّا يؤدي إلى ما يصل إلى أربع ساعات من النقل البري لمجرد الوصول من وإلى المطار.

## النقل البحري والنهري

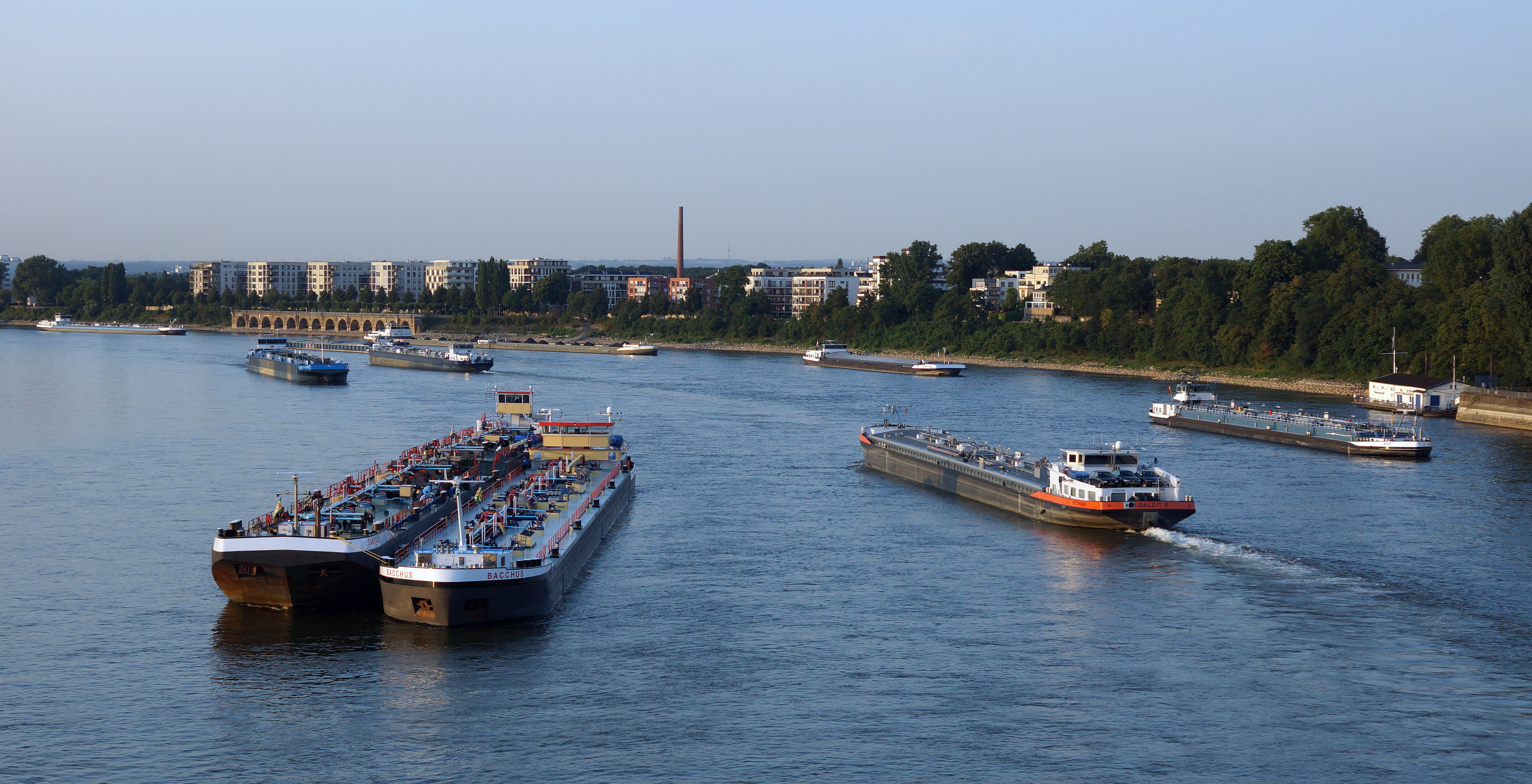
سفن على نهر الراين في كولونيا.

ميناء روتردام في هولندا هو أكبر ميناء في أوروبا وأحد أكثر الموانئ ازدحامًا في العالم، حيث يتعامل مع حوالي 440 مليون طن متري من البضائع، وذلك حسب إحصائية في عام 2013. وعندما تضمن منطقة الصناعات الكيماوية المرتبطة به (يوروبورت)، يكون روتردام هو الميناء الأكثر ازدحامًا في العالم وفقًا لبعض المقاييس. حيث تمرر ثلث الشحنات الداخلية للنقل البحري داخل الاتحاد الأوروبي، و40% من حاويات الشحن، من خلال هولندا. وهناك موانئ كبيرة أخرى مثل ميناء هامبورغ في ألمانيا وميناء أنتويرب في بلجيكا، وجميعها جزء من ما يسمى "المدى الشمالي".
تعد القناة الإنجليزية واحدة من أكثر الممرات البحرية ازدحامًا في العالم، حيث تنقل أكثر من 400 سفينة يوميًا بين موانئ بحر الشمال وبحر البلطيق في أوروبا وبقية العالم.
بالإضافة إلى دوره في حركة الشحن، يعتبر النقل البحري جزءًا مهمًا من إمدادات الطاقة في أوروبا. أوروبا هي واحدة من الوجهات الرئيسية لتفريغ ناقلات النفط في العالم. توفر الطاقة أيضًا إلى أوروبا عن طريق البحر في شكل غاز طبيعي مسال. محطة ساوث هوك للغاز الطبيعي المسال في ميلفورد هافن، ويلز هي أكبر محطة للغاز الطبيعي المسال في أوروبا.

## مقالات ذات صلة
- معيار انبعاثات المركبات
- سياسة الطاقة للاتحاد الأوروبي
- وكالة سلامة الطيران الأوروبية
- سيارة العام الأوروبية
- المنظمة الأوروبية لسلامة الملاحة الجوية
- شبكة الطرق الإلكترونية الدولية
- لجنة الأمم المتحدة الاقتصادية لأوروبا
- نائب رئيس المفوضية الأوروبية